# آيت حمد (إغيل ن أومكون)
آيت حمد هي إحدى مشيخات المملكة المغربية، تتبع جغرافيا لإقليم تنغير وإداريًا لإغيل ن أومكون. يقدر عدد سكانها بـ 4608 نسمة حسب الإحصاء الرسمي للسكان والسكنى لسنة 2004.